# Octobre 1827

## Événements
- 1er octobre : victoire des Russes sur les Perses à Ganja. Les russes prennent Erevan sur les Perses.

- 20 octobre : la flotte turco-égyptienne est détruite par les escadres britannique, française et russe à la bataille de Navarin. Navarin est la dernière bataille de la marine à voile.

## Naissances
- 5 octobre : Arthur Le Moyne de La Borderie, historien français († 17 février 1901).
- 15 octobre : Friedrich Adler (mort en 1908), architecte et archéologue allemand.
- 25 octobre : Marcellin Berthelot (mort en 1907), chimiste et homme politique français (chimie organique).

## Décès
- 2 octobre : Antoine François Philippe Dubois-Descours de la Maisonfort, général et écrivain français (° 23 juin 1763).
- 6 octobre : Louis Monge (né en 1748), mathématicien français.
- 30 octobre : Henry Salt (né en 1780), artiste, diplomate et égyptologue anglais.